# Jonathan Spence
Jonathan Dermot Spence CMG (ur. 11 sierpnia 1936 w Surrey, zm. 25 grudnia 2021 w West Haven) – amerykański sinolog i historyk pochodzenia brytyjskiego specjalizujący się w historii Chin, zwłaszcza czasów panowania mandżurskiego i najnowszej, oraz kontaktach chińsko-zachodnich, prezes American Historical Association.

## Życiorys
Z domu rodzinnego wyniósł doskonałą znajomość niemieckiego i francuskiego. Ukończył Winchester College, jedną z najstarszych szkół średnich w Anglii. Następnie, po odbyciu służby wojskowej, podjął studia w Kolegium Clare (Uniwersytet w Cambridge), gdzie w 1959 uzyskał tytuł bakałarza (BA). Po studiach w Cambridge wyjechał, jako stypendysta Mellona, do New Haven, gdzie na Uniwersytecie Yale, pod wpływem Mary Wright, wybrał specjalizację w studiach chińskich.
Dzięki pracy pod kierownictwem Fang Chao-yinga, specjalisty w zakresie dynastii Qing, Spence jako pierwszy zachodni badacz wykorzystał jako źródła tajne dokumenty z tej epoki; w oparciu o nie przygotował obroniony w 1965 doktorat, za który otrzymał John Addison Porter Prize. W następnym roku zaczął pracę na Uniwersytecie Yale, gdzie w 1971 powołano go stanowisko profesora.
W następnych latach opublikował szereg książek, które stały się klasykami studiów chińskich. Charakterystyczne dla Spence'a jest wykorzystanie biografii jako punktu wyjściowego do pokazania szerszego obrazu społeczeństwa i użycie wyobraźni, opartej jednak na bardzo skrupulatnych studiach nad przedmiotem. Dzięki solidności naukowej i lekkości pióra książki Spence'a stały się jednymi z najczęściej wykorzystywanych podręczników do nowożytnej historii Chin.
Podczas pracy na Uniwersytecie Yale Jonathan Spence pełnił funkcję przewodniczącego Council on East Asian Studies (1977–79), dziekana Wydziału Historii (1983–86) i dyrektora Whitney Humanities Center (1988–89). Na emeryturę przeszedł w 2007.

## Wybrane publikacje
- Emperor of China (1974), nagrodzona Christopher Book Award
- The Death of Woman Wang (1978)
- The Gate of Heavenly Peace (1981), nagrodzona Los Angeles Times Book Award oraz Vursell Prize (przyznawaną przez Amerykańską Akademię Sztuki i Literatury)
- The Search for Modern China (1991)
- Chinese Roundabout (1992), uznana za Best Book of the Year przez American Association for Chinese Studies
- The Chan’s Great Continent (1998)
- Mao Zedong (1999)
- Treason by the Book (2001)

## Członkostwa
- członek Amerykańskiej Akademii Sztuk i Nauk od 1985[4]
- członek korespondent Akademii Brytyjskiej

## Wyróżnienia
- doktoraty honorowe ośmiu uniwersytetów amerykańskich, Chińskiego Uniwersytetu w Hongkongu i Uniwersytetu Oksfordzkiego
- Guggenheim Fellowship
- MacArthur Fellowship
- kawaler orderu św. Michała i św. Jerzego